# Forstgraben
El Forstgraben és un afluent del riu Bille que fa la frontera entre el municipi de Reinbek a l'estat de Slesvig-Holstein i Hamburg a Alemanya.
L'any 2009 van començar les obres per a renaturalitzar el riu i modular el seu cabal. S'havien de crear conques de retenció i de sedimentació, netejar el pantà existent i recrear un llit natural per a poder controlar el cabal que va esdevenir força irregular per causa de la urbanització, ja que es van impermeabilitzar grans trossos de la seva zona de font. L'acceleració de l'evacuació de les aigües per temps de pluges forts va causar inundacions als carrers baixos. El 2010 per primera vegada des de feia molt de temps, s'hi va observar una llúdria, considerat com a senyal positiu del retorn de la natura.

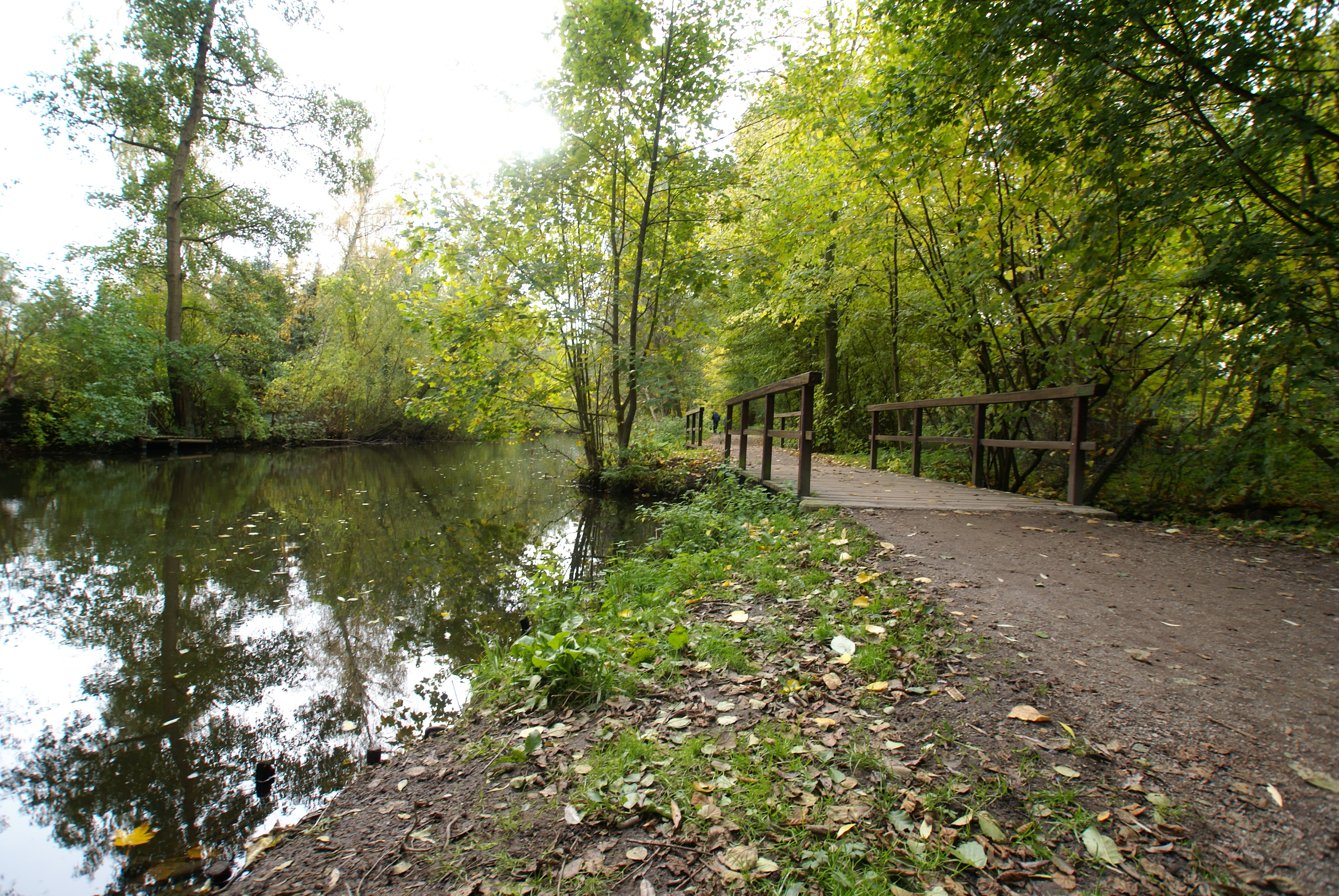
Confluència amb el Bille
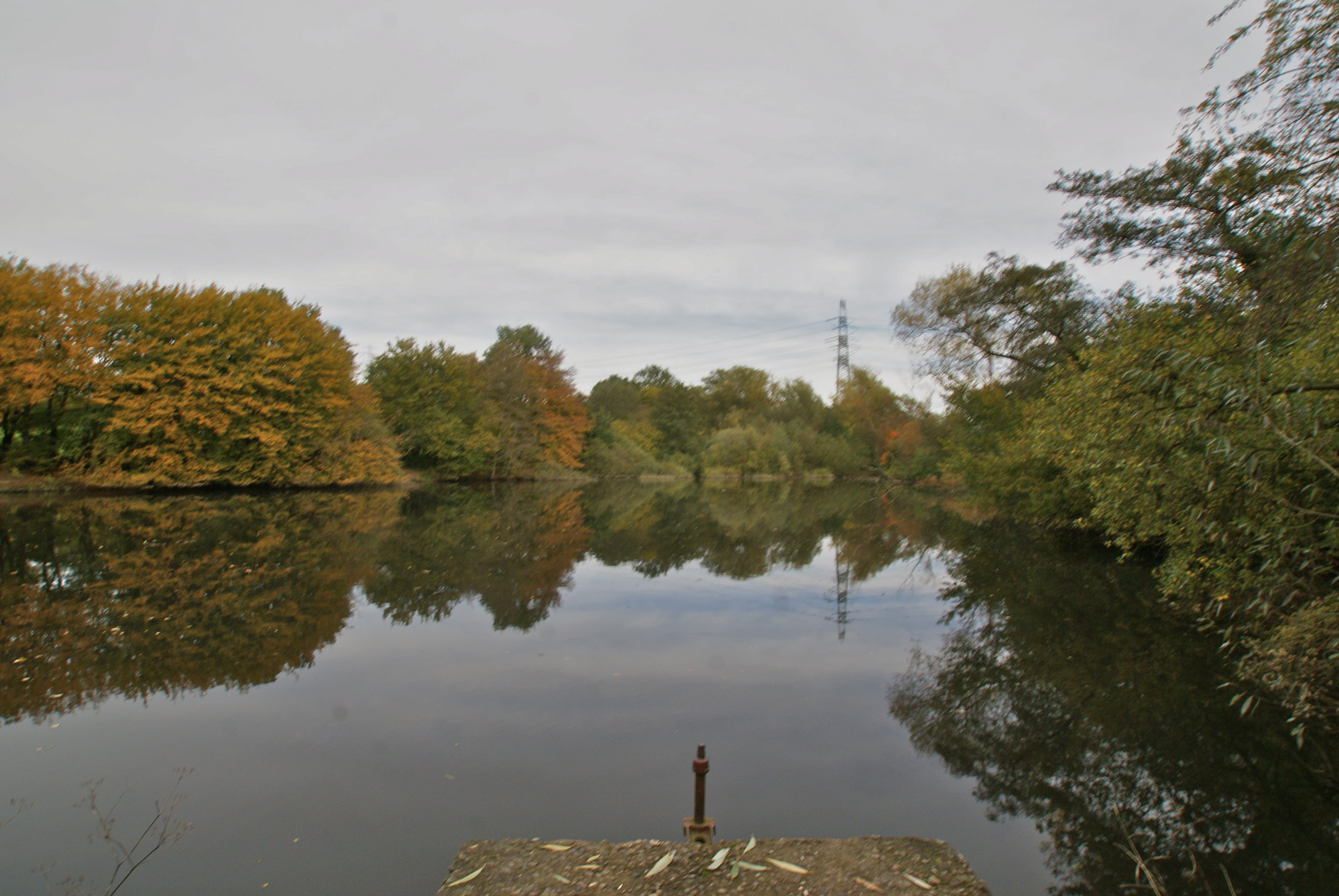
Conca de retenció
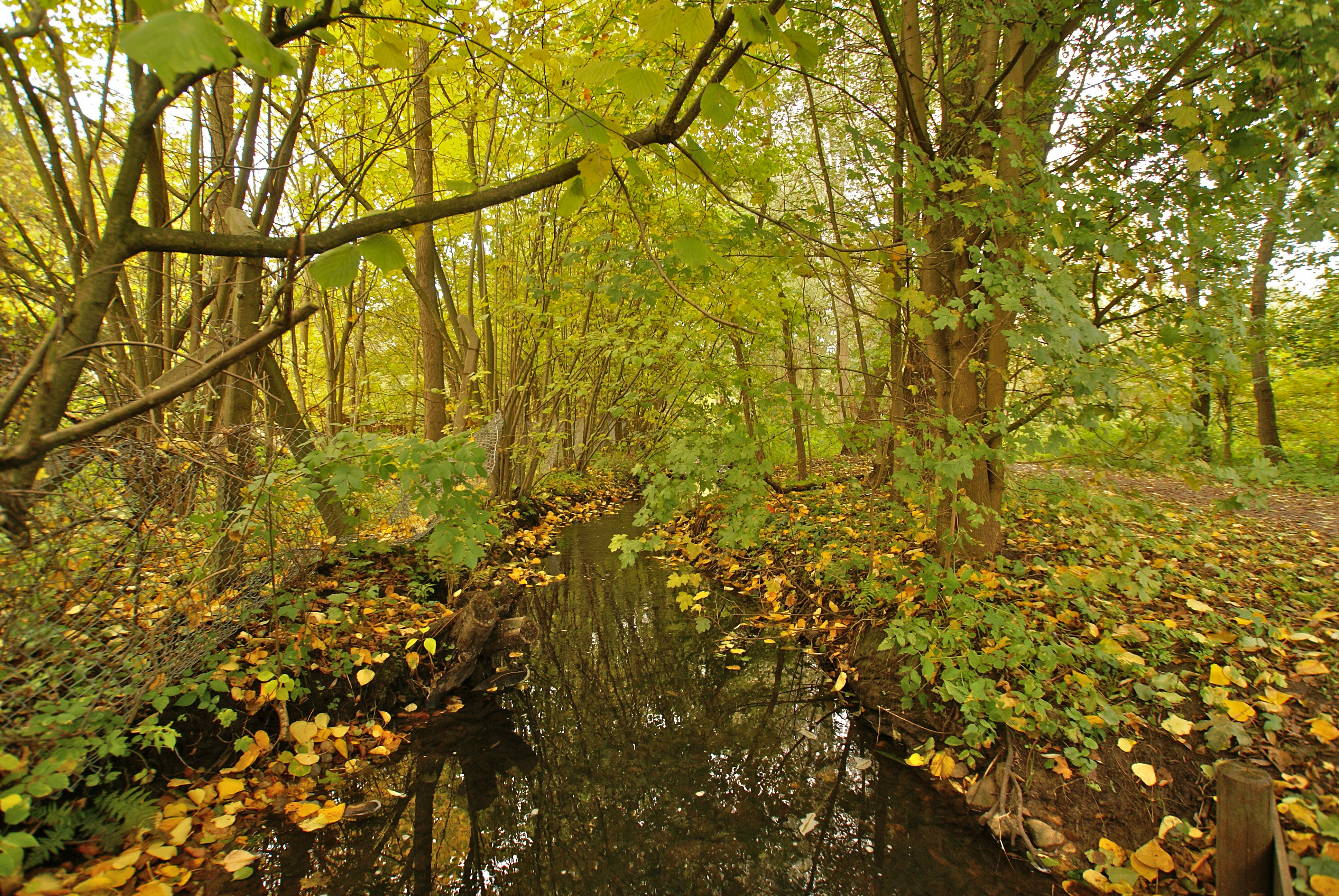
El riu i el sender